# Yorktowni csata
Az 1781. szeptember 28. – október 19. között zajló yorktowni csata az amerikai függetlenségi háború legfontosabb és leghíresebb összecsapása, annak ellenére, hogy európai mértékkel mérve a csata sem méretében, sem veszteségeiben nem volt több kisebb csetepaténál. Az ütközet egyfelől az amerikai felkelők és az őket támogató francia királyi csapatok, másfelől a brit gyarmati hadsereg között zajlott. A francia–amerikai szövetség csapatai szárazföldön és vízen át is körülzárták a brit erőket és a német zsoldos hadtesteket, melyek végül megadták magukat. Ez magát a háborút is eldöntötte a kontinensen.

## Előzmények
A saratogai és más kudarcokból tanuló brit haderő, a francia és a spanyol hadbalépés miatt védekező háborút próbált vívni az amerikai kontinensen arra számítva, hogy tengeri hatalmukkal el tudják terelni a franciákat és a spanyolokat az amerikaiak túlzott támogatásától valamint, hogy a lázadókat sújtó gazdasági válság, amit a brit flotta blokádja okozott, legyengítse és demoralizálja a reguláris amerikai erőket. New York és Yorktown környékét a britek keményen és biztosan tartották, támaszpontokat biztosítva hajóiknak. Yorktown nehezen védhető, rosszul megválasztott hely volt, mert nem volt megerősítve és alacsonyan feküdt, így ki volt téve egy ostromló had tüzérségének. George Washington tábornok a New York-i bázist készült megtámadni, azonban amint felmérte a délen állomásozó britek helyzetét, úgy döntött, hogy inkább ezen a fronton lép fel támadóan.
A csatában a főerőket a francia csapatok képviselték, mintegy 30 000 fővel, közülük 10 800 fő a szárazföldi csapatok állományában szolgált, a többi a hadihajók, köztük 24 nagy sorhajó személyzetét képezte. A francia flotta egységei összesen 1542 db ágyúval rendelkeztek.
A közeledő francia-amerikai erők ellen brit oldalról nem készültek fel megfelelően. Egyrészt nem álltak tovább Yorktownból egy jobban védhető területre, másrészt nem küldtek a térségbe megfelelő számú vízi erősítést a Nyugat-Indiákról. A franciák így tengeri fölényre tehettek szert a régióban, víz felől beszorítva az angol erőket Yorktown városába. A szárazföldön délnyugatról a franciák, délről pedig az amerikaiak kerítették be őket.

## A csata
Cornwallis már az ostrom második napján, szeptember 29-én feladta külső védműveit, hogy ne kelljen túl elnyújtott vonalat védenie. Szeptember 30-án Washington katonái ezeket a védműveket elfoglalták, bár állniuk kellett a brit ágyúk heves tüzét egészen október 6-áig, amikor megérkezett saját tüzérségük. A modern francia ostromtüzérség tüzét az angolok sáncerődjei nem bírták ki. A britek kis helyre voltak összezárva, így az ágyúzás komoly áldozatokat követelt. Az ostromlók árkot ástak és ebben haladva, a brit ágyúktól védve haladtak előre a falak felé. Október 11-én Cornwallis tábornok a következőket írta jelentésébe: ,,Az ellenség október 6-ának éjjelén 550 méter távolságban elkészítette az első ostromárkot, azután tökéletesítette, nagy gonddal és elővigyázatossággal alakítva ki a helyet a fegyvereknek és az ütegeknek. 9-én este az ütegek tüzet nyitottak, és azóta is folyamatosan lőnek, megszakítás nélkül, hozzávetőleg 40, túlnyomórészt nehéz ágyúból és 16 mozsárágyúból… a védműveink nagy része súlyosan megsérült; ilyen védművekkel ennyire előnytelen terepen egy ilyen erőteljes támadással szemben nem remélhetjük, hogy sokáig ellen tudunk állni."
Az október 12-i utóirat: ,,Az ellenség elkészítette a második ostromárkot 270 méter távolságban. Egyre több embert vesztünk."
Október 16-án a britek kitörtek állásaikból, céljuk az ellenséges ágyúk beszegezése volt, ez azonban nem sikerült. Éjjel Cornwallis megkísérelt átkelni a York folyón, hogy kitörjön a bekerítésből, ezt egy vihar hiúsította meg. Október 17-én, a saratogai fegyverletétel negyedik évfordulóján Cornwallis tárgyalni kezdett Washingtonnal a megadás feltételeiről, és október 19-én a brit sereg kivonult rommá lőtt állásaiból, hogy az amerikai tábor előtt letegye a fegyvert.

## Következmények
A sereg és a támaszpont elvesztése a háború elvesztésével és Lord North kormányának bukásával végződött. A britek látszólag a háborúban nem vesztettek sokat, továbbra is ők maradtak a legnagyobb nagyhatalom a világon. Csak később derült ki számukra is, hogy milyen fontos tartományt hagytak kicsúszni a kezükből.